# Muhammad Irfan Shamshuddin
Muhammad Irfan bin Shamshuddin (né le 16 août 1995 au Negeri Sembilan) est un athlète malaisien, spécialiste du lancer du disque.

## Carrière
En 2017, il bat le record national à plusieurs reprises : 61,10 m à Halle, 61,56 m à Turnov, puis 62,55 m à Linz le 25 mai. Il remporte la médaille d'argent sous une pluie torrentielle derrière Ehsan Hadadi lors des Championnats d'Asie 2017 à Bhubaneswar.

## Palmarès
| Date | Compétition                 | Lieu         | Résultat | Marque  |
| ---- | --------------------------- | ------------ | -------- | ------- |
| 2013 | Jeux d'Asie du Sud-Est      | Naypyidaw    | 1er      | 53,16 m |
| 2014 | Championnats d'Asie juniors | Taipei       | 3e       | 56,07 m |
| 2015 | Jeux d'Asie du Sud-Est      | Singapour    | 1er      | 56,62 m |
| 2015 | Championnats d'Asie         | Wuhan        | 9e       | 54,27 m |
| 2017 | Championnats d'Asie         | Bhubaneswar  | 2e       | 60,96 m |
| 2017 | Jeux d'Asie du Sud-Est      | Kuala Lumpur | 1er      | 58,36 m |
| 2018 | Jeux asiatiques             | Jakarta      | 5e       | 57,70 m |

## Records
| Épreuve          | Performance  | Lieu | Date        |
| ---------------- | ------------ | ---- | ----------- |
| Lancer du disque | 62,55 m (NR) | Linz | 25 mai 2017 |